# Селве Марконе
Сѐлве Марко̀не (на италиански: Selve Marcone; на пиемонтски: Selve, Селве) е село в Северна Италия, община Петиненго, провинция Биела, регион Пиемонт. Разположено е на 750 m надморска височина.